# Nezumia condylura
Nezumia condylura és una espècie de peix de la família dels macrúrids i de l'ordre dels gadiformes.

## Morfologia
- Els mascles poden assolir 21 cm de llargària total.[3][4]

## Alimentació
Els poliquets i els eufausiacis componen el 30-60% de la dieta dels exemplars capturats al Japó, seguits per les gambes.

## Hàbitat
És un peix d'aigües profundes que viu entre 200-720 m de fondària.

## Distribució geogràfica
Es troba al sud del Japó, Mar de la Xina Oriental i nord-est de Taiwan.